# Ptolemejevići
Ptolemejevići su dinastija koja je vladala Egiptom 305. pr. Kr. –  31. pr. Kr.
Dinastiju je osnovao Ptolemej I. Soter, general Aleksandra III. Velikog. Nakon Aleksandrove smrti dobio je na upravu Egipat, kao satrap. U ratovima dijadoha proglasio se kraljem i zavladao Egiptom. Ptolemeji su vladali Egiptom sve dok Egipat nije pao pod upravu Rimskog Carstva, 31. pr. Kr. Svi muški vladari u dinastiji se zovu Ptolemej. Kraljevi su se ženili sa svojim sestrama koje su bile i, uglavnom samo formalno, suvladari.
- Ptolemej I. Soter – 305. pr. Kr. – 285. pr. Kr., Euridika I., poslije Berenika I.
- Ptolemej II. Filadelf – 285. pr. Kr. – 246. pr. Kr., Arsinoja I., zatim Arsinoja II.
- Ptolemej III. Euerget – 246. pr. Kr. – 222. pr. Kr., Berenika II.
- Ptolemej IV. Filopator – 222. pr. Kr. – 204. pr. Kr., Arsinoja III.
- Ptolemej V. Epifan – 204. pr. Kr. – 180. pr. Kr., Kleopatra I.
- Ptolemej VI. Filometor – 180. pr. Kr. – 164. pr. Kr. i 163. pr. Kr. – 145. pr. Kr., Kleopatra II.
- Ptolemej VII. Neos Filopator – 145. pr. Kr.
- Ptolemej VIII. Euerget – 164. pr. Kr. – 163. pr. Kr. i 145. pr. Kr. – 116. pr. Kr., Kleopatra III.
- Ptolemej IX. Soter – 116. pr. Kr. – 107. pr. Kr. i 88. pr. Kr. – 80. pr. Kr., Kleopatra IV.
- Ptolemej X. Aleksandar – 107. pr. Kr. – 88. pr. Kr., Kleopatra V.
- Ptolemej XI. Aleksandar – 80. pr. Kr., Berenika III.
- Ptolemej XII. Aulet – 80. pr. Kr. – 51. pr. Kr., Kleopatra VI.
- Ptolemej XIII. Theos Filopator – 51. pr. Kr. – 47. pr. Kr., Kleopatra VII.
- Ptolemej XIV. Theos Filopator – 47. pr. Kr. – 44. pr. Kr.
- Ptolemej XV. Filopator Filometor Cezar – 44. pr. Kr. – 30. pr. Kr.